# Josephine St. Pierre Ruffin
Josephine St. Pierre Ruffin (31 août 1842 - 13 mars 1924) est une éditrice et journaliste afro-américaine. Militante et meneuse pour les droits civils, elle est aussi suffragiste, et rédactrice en chef de la Woman's Era, le premier journal publié par et pour les femmes afro-américaines.

## Biographie

### Enfance et éducation
Josephine St. Pierre naît à Boston, dans le Massachusetts. Elle est la fille de John St. Pierre, descendant de Français et d'Africains de Martinique, et d'Elizabeth Matilda Menhenick, originaire des Cornouailles, en Angleterre. Son père était un drapier prospère et le fondateur d'une église zioniste à Boston. Elle fréquente les écoles publiques de Charlestown et de Salem, et une école privée à New York à cause de l'opposition de ses parents envers les écoles ségrégationnistes de Boston. Elle achève ses études à l'École Bowdoin (à ne pas confondre avec l'université Bowdoin), après la fin de la ségrégation dans les écoles de Boston.

### L'activisme
Ruffin soutient le droit de vote des femmes et, en 1869, se joint à Julia Ward Howe et Lucy Stone pour former l'American Woman Suffrage Association (AWSA, Association pour le suffrage des femmes américaines), à Boston. Une partie de ces femmes, Howe et Stone fondent également le New England Women's Club (Club des femmes de Nouvelle-Angleterre) en 1868. Joséphine Ruffin est la première membre métisse lorsqu'elle rejoint le club dans le milieu des années 1890. Ruffin écrit également pour le journal afro-américain, The Courant et est devenue une membre de la New England Woman's Press Association (en) (en français, l'"Association de presse des femmes de Nouvelle-Angleterre").

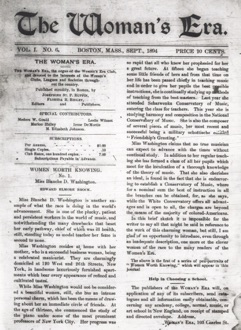
Page de couverture de en, septembre 1894.

Lorsque son mari George meurt à l'âge de 52 ans en 1886, Ruffin utilise ses ressources financières et ses capacités d'organisation pour démarrer le The Woman's Era, le premier journal du pays publié par et pour les femmes afro-américaines. Elle en est la rédactrice en chef et l'éditrice de 1890 à 1897. Tout en faisant la promotion d'activités entre personnes de couleur et personnes blanches, le journal incite aussi les femmes noires à demander davantage de droits pour elles-mêmes.
En 1894, Ruffin organise le Woman's Era Club, un groupe de défense pour les femmes noires, avec l'aide de sa fille Florida Ridley et Maria Baldwin, directrice d'une école de Boston,.
En 1895, Ruffin crée la National Federation of Afro-American Women (Fédération nationale des femmes afro-américaines). Elle organise aussi la première conférence nationale des femmes de couleur d'Amérique à Boston, qui a rassemblé des femmes venant de 42 clubs pour femmes noires présents dans 14 États différents. L'année suivante, l'organisation a fusionné avec la Ligue des femmes de couleur (Colored Women's League) pour former la National Association of Colored Women's Club (NACWC, Association nationale des clubs de femmes de couleur). Mary Church Terrell est élue présidente et Ruffin est l'une des vice-présidentes de l'organisation.
Alors que la NACWC se crée, Ruffin intègre le Club de femmes de Nouvelle Angleterre (New England Woman's Club). Lorsque la Fédération générale des clubs de femmes se réunit à Milwaukee en 1900, elle prévoit d'y assister en tant que représentante de trois organisations — du Woman's Era Club, New England Woman's Club et du England Woman's Press Club. Les femmes des États du Sud sont à ce moment en position de pouvoir au sein de la Fédération générale et, lorsque le comité exécutif découvre que toutes les membres du New Era's club sont noires, elles refusent Ruffin en tant que représentante. Il est alors dit à Ruffin qu'elle peut siéger en tant que représentante des deux clubs blancs, mais pas du club noir. Elle refuse par principe et est alors exclue de l'événement. Cet épisode est devenu connu sous le nom de "L'incident Ruffin" et a été largement couvert dans les journaux à travers le pays, prenant pour la plupart le parti de Ruffin. Par la suite, le Woman's Era Club fait une déclaration officielle signalant "que les femmes de couleur devraient se limiter à leurs clubs et au large domaine de travail ouvert à elles dans ces espaces."
Le New Era Club est dissous en 1903, mais Ruffin reste active dans la lutte pour l'égalité des droits et, en 1910, contribue à former la National Association for the Advancement of Colored People (l'Association nationale pour l'avancée des personnes de couleur). Ruffin a été l'une des membres fondatrice de la NAACP. Avec d'autres femmes qui ont appartenu au New Era Club, elle cofonde la League of Women for Community Service, qui existe encore aujourd'hui.

### Vie personnelle
Josephine St. Pierre épouse George Lewis Ruffin (1834-1886), qui devient par la suite le premier homme africain-américain diplômé de la Faculté de droit de Harvard, le premier africain-américain élu au conseil de la ville de Boston et le premier juge municipal africain-américain. Josephine St. Pierre et George Ruffin se marient en 1858, alors qu'elle a 16 ans. Le couple s'installe à Liverpool mais retourne à Boston peu de temps après et achète une maison dans le West End. Ils ont cinq enfants : Hubert, qui devient avocat, Florida Ridley, qui devient directrice d'école et cofondatrice de Woman's Era, Stanley, un inventeur, George, un musicien, et Robert, qui meurt durant sa première année de vie. Le couple est devenu actif dans la lutte contre l'esclavage. Pendant la Guerre civile, ils aident à recruter des soldats noirs de l'Armée de l'Union, les 54e et 55e régiments du Massachusetts. Le couple a également travaillé pour la Sanitation Commission (Commission sanitaire), qui se chargeait de porter des soins aux soldats sur le front.
Josephine St. Pierre Ruffin meurt de néphrite à son domicile situé sur St. Botolph Street à Boston, en 1924, et est enterrée au cimetière de Mount Auburn à Cambridge.

## Hommages
En 1999, une série de six grands panneaux en marbre avec un buste en bronze dans chaque panneau a été ajouté à la Massachusetts State House. Les bustes sont ceux de Ruffin, Florence Luscomb (en), Marie Kenney O'Sullivan, Dorothea Dix, Sarah Parker Remond et Lucy Stone. De plus, deux citations de chacune de ces femmes (y compris Ruffin) sont gravées sur leur propre panneau de marbre, et le mur derrière tous les panneaux a un papier peint composé de six documents du gouvernement, reproduits encore et encore, chaque document étant lié à la cause d'une ou de plusieurs de ces femmes.
Sa maison située sur Charles Street est une étape du Boston women's Heritage Trail.